# 長谷循環バス

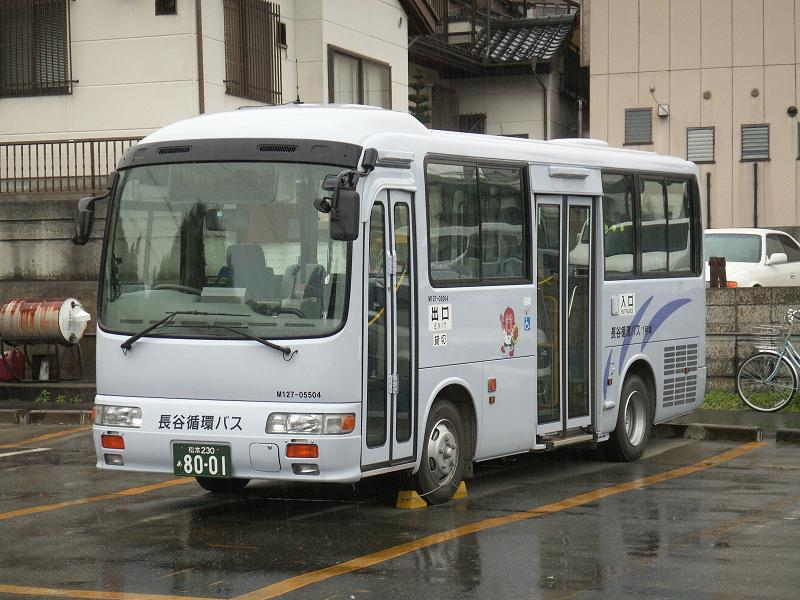
長谷循環バスの車両
日野・リエッセ
（2006年11月、高遠駅にて）

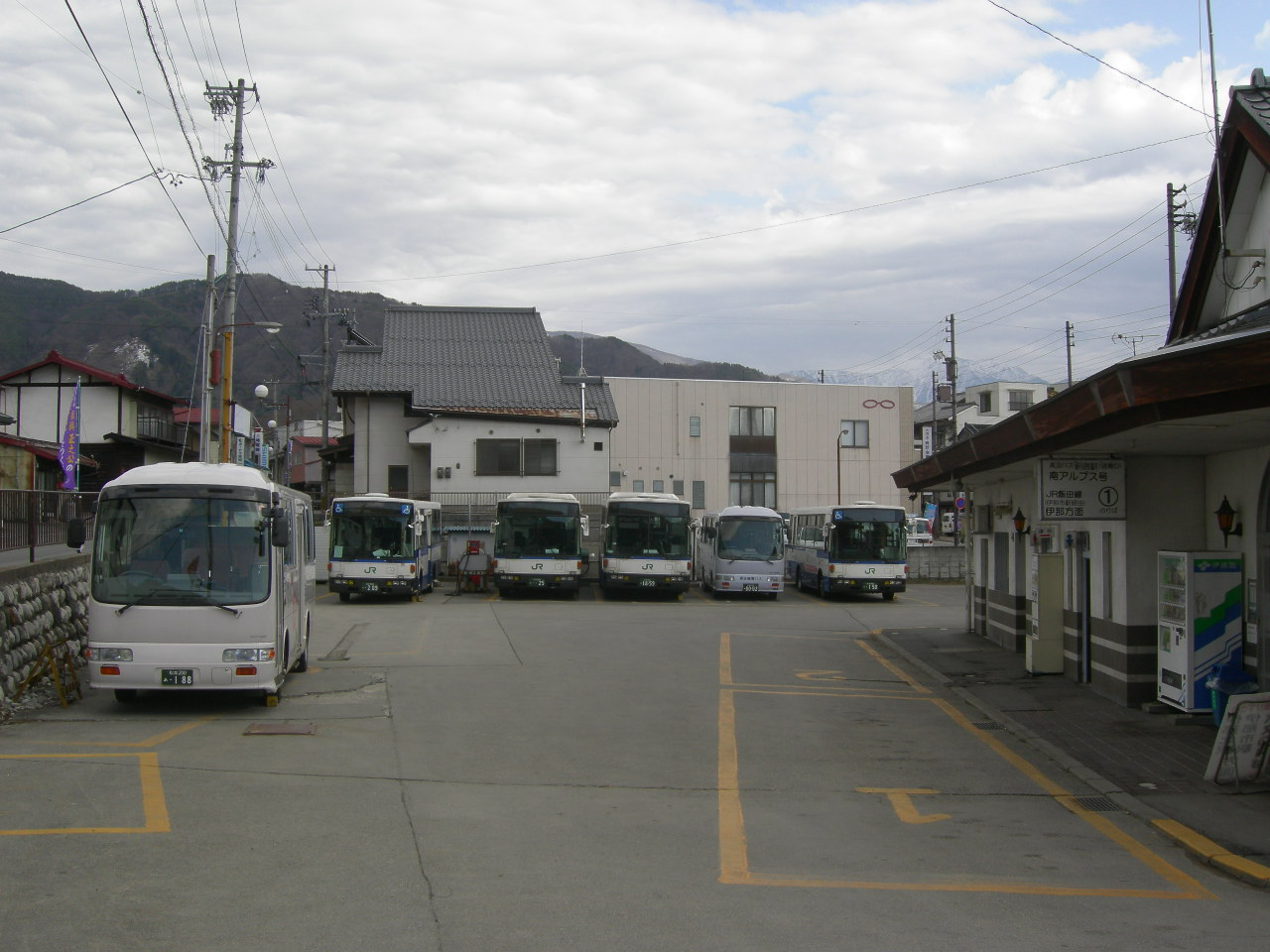
長谷循環バスの起終点となる高遠駅
（ジェイアールバス関東の自動車駅）

長谷循環バス（はせじゅんかんバス）は、長野県伊那市が運行するコミュニティバスである。ジェイアールバス関東（伊那支店）へ運行を委託している。
なお本項では、伊那市が季節運行する南アルプス林道バス（みなみアルプスりんどうバス）についても、併せて記述する。

## 概要
伊那市ではかつて、旧長谷村が運行していた自治体バス「長谷村営バス」を引き継ぐ形で「伊那市営バス」（南アルプス林道バス）を運行していたが、のちに廃止された。
2022年現在、伊那市は旧高遠町域・長谷村域において、「長谷循環バス」および、南アルプススーパー林道を季節運行する「南アルプス林道バス」を運行している。

## 長谷循環バス
- 2019年4月1日より「食彩館・いろは堂薬局前」と「道の駅南アルプスむら長谷」の停留所を新設。「伊那里」と「入野谷」を統合し「市野瀬公民館」の停留所を新設。
- 2021年4月1日より長谷循環バスの運行区間を高遠駅 - 杉島公民館・ざんざ亭前間に短縮の上（杉島公民館・ざんざ亭前 - 岩入間を廃止）、土曜・日曜・祝日に運行する全ての便と平日の一部の便の運行を終了し「ぐるっとタクシー」に切り替えた。ジェイアールバス関東中央道支店（当時）でも新たに同タクシーの運行に参入した。これに伴い、同年10月1日より長谷循環バスの運行本数を削減した。
- 長谷循環バスの減便により、伊那市は2022年度から、昼間の空き時間に長谷循環バスの車両を移動市役所として運用する「モバイル市役所 もーば」の専用車両（日野・ポンチョ）を導入、同年4月4日にお披露目した。これは伊那市が「行政MaaS」として日本初となる路線バスを使用した行政サービスを提供するもので、免許返納した高齢者など市役所へ行くことが困難な交通弱者支援としてサービス開始した[3]。

- 車両は、日野・ポンチョ、日野・リエッセで運行。

### 現行路線
2022年現在。主要停留所のみ記載。
- 高遠駅 - 高遠本町 - 城址公園入口 - 高遠高校前 - 高遠小学校入口 - 高遠高校前 - 非持 - 道の駅南アルプスむら長谷 - 美和診療所 - 総合グラウンド - 小学校[注釈 1] - 溝友館[注釈 2] - 熱田神社 - 黒河内公民館前 - 和泉原 - 仙流荘[4] - 戸台口 - 市野瀬公民館 - 杉島公民館・ざんざ亭前
  - 下り（高遠駅発）は、時間帯により高遠本町 - 非持間を通過する便がある[1]。
  - 上り（杉島公民館・ざんざ亭前発）は、時間帯により和泉原 - 仙流荘間を通過する便がある[1]。

## 南アルプス林道バス
- 6月中旬から11月中旬までの季節運行[2]。時季により運行時刻が異なる[2]。
- 運行は、南アルプス林道バス営業所（伊那市長谷黒河内1847-2）が行い[2]、同営業所が保有する営業用車両（緑ナンバー）を使用する[5]。
- 車両は、日野・リエッセ、三菱ふそう・ローザで運行。

### 現行路線
2022年現在。全停留所を記載。
- 戸台口 - 仙流荘[4] - 戸台大橋 - 歌宿 - 北沢峠
  - 戸台大橋 - 北沢峠間はフリー乗降区間[2]。

## 長谷村営バス時代の車両

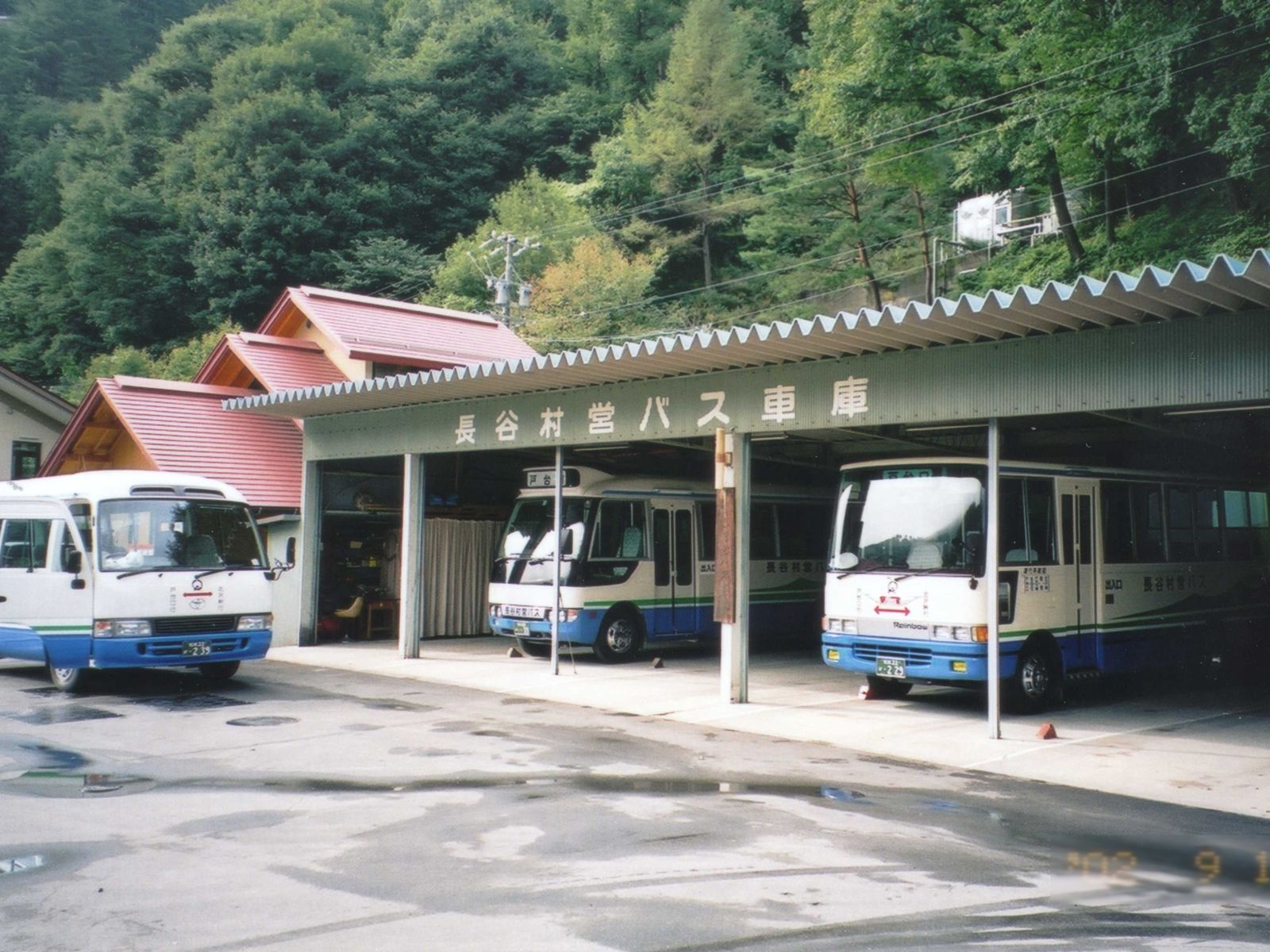
長谷村営バスの車庫 （2002年9月撮影）
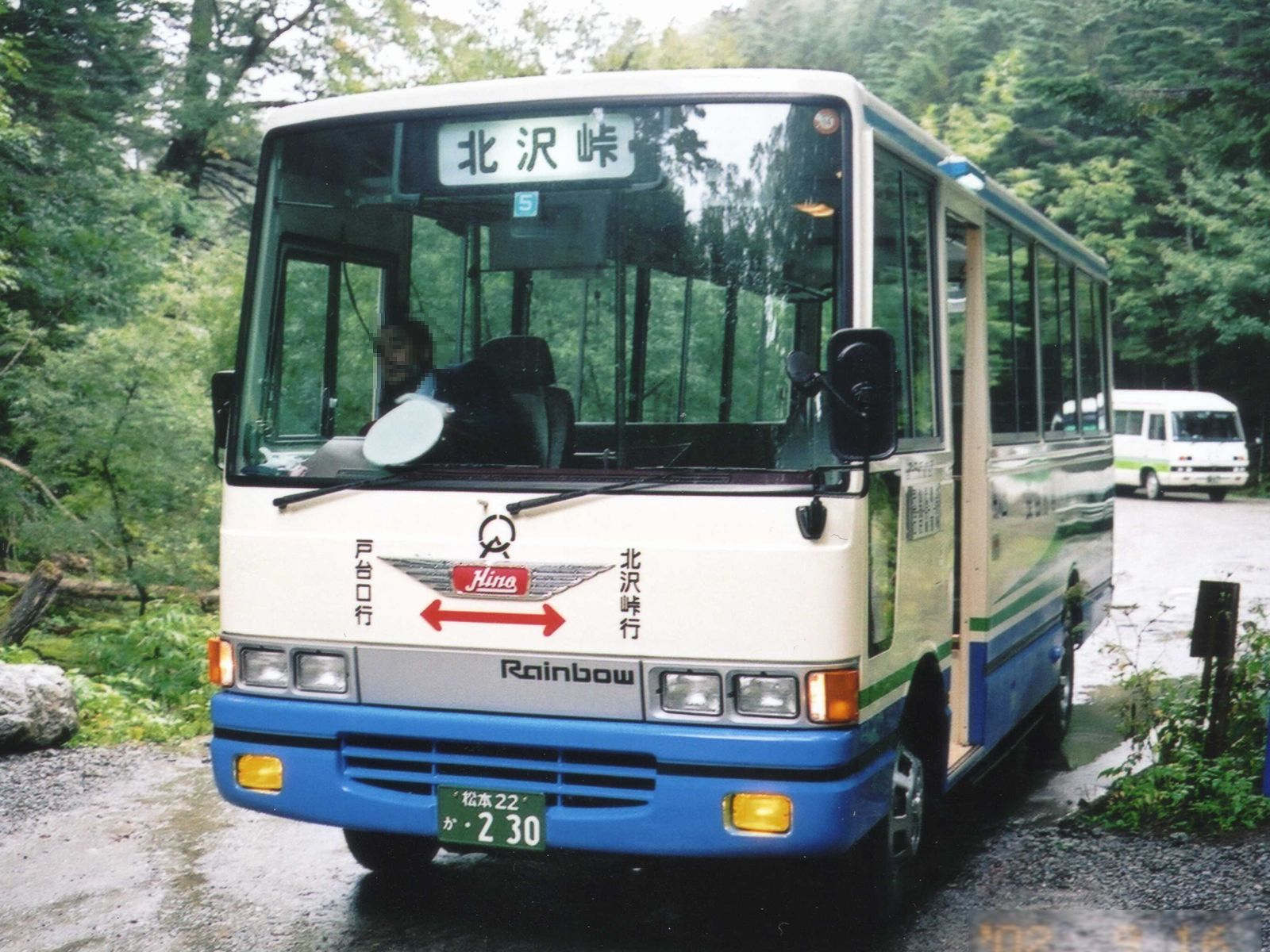
長谷村営バスの車両 日野・レインボーAB
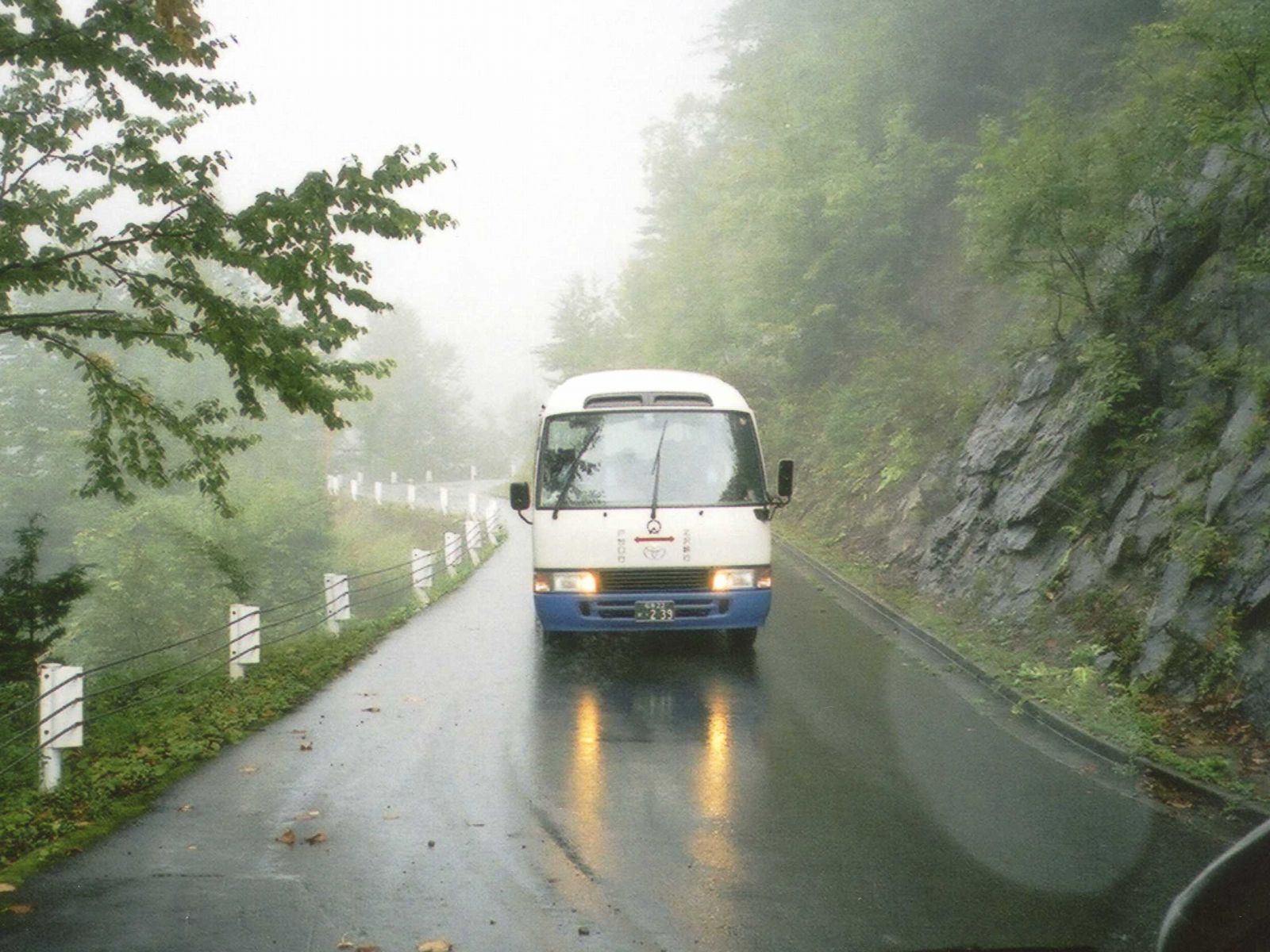
長谷村内を行く村営バス トヨタ・コースター